# スピたん
『スピたん』は、ザウスより発売された18禁ゲーム及びその小説。『永遠のアセリア』の後日談として開発された。

## スピたん Spirits Expedition -in the Phantasmagoria-
『スピたん Spirits Expedition -in the Phantasmagoria-』は、2006年3月3日にザウス本醸造から発売された18禁異世界探検シミュレーションゲーム。
『永遠のアセリア』の後日談で、『スピたん』オリジナルキャラの「ロティ・エイブリス」が主人公。
『永遠のアセリア』ではサブキャラクターだったスピリット達がピックアップされている。
『永遠のアセリア』と比較して原画やシナリオ、主題歌の雰囲気や、SDキャラクターの多用など全体的に明るいイメージとなっている。

また、『永遠のアセリア』から戦闘システムが大幅に変更され、より戦略性の高い凝った作りとなっている。
しかし、その為に一回あたりの戦闘時間が長くなってしまう弊害が発生している。
戦略性を高めた代わりに戦闘のテンポが悪くなり、そのテンポの悪さに一度から数度の戦闘でプレイ自体を投げてしまうユーザーが発生してしまった。

特に『スピたん』のメインユーザーは『永遠のアセリア』のファンであり、『永遠のアセリア』の良テンポで爽快感のある戦闘を好んだユーザーにとって、テンポや爽快感より戦略性重視の戦闘システムは受け入れがたいものであったことも指摘される。

ザウス本醸造もそのことを認識していたようで、戦闘をスキップ可能になる修正パッチを配布している。
予約特典として『永遠のアセリア ダイジェスト版』が付属された。

### ストーリー
ファンタズマゴリアの北東にある龍の爪痕。
そこには巨大な亀裂があり、亀裂の向こうにはハイ・ペリアと呼ばれる楽園が、亀裂の底にはバルガ・ロアーと呼ばれる地獄があるとされていた。
だが、ある発明によってそれを確かめるための探検隊が組織された。
探検隊の隊長は、スピリットではないがスピリット隊に所属する「ロティ・エイブリス」。
そして探検隊の仲間達は、9人のスピリットとヨーティア・リカリオン、ミュラー・セフィス。
ロティは彼女たちと共に冒険へ出かけることとなるが…。

### 登場人物

#### 主要人物
ロティ・エイブリス
「スピたん」の主人公。マロリガン出身でエトランジェの父を持つハーフ。剣の腕を見込んだ光陰に推薦され、探検隊隊長に任命される。性格は基本的に温厚だが、冷静さも持っている。かつてスピリットやエトランジェが差別されていた時代には彼も迫害され、エトランジェの力を暴力として使うことで生き残ってきたが、ミュラーに挑みあっさり返り討ちにされ弟子となったことから現在の性格となった。実力に対して謙虚になりすぎるところが難点。
永遠神剣・第五位『紡ぎ』
ロティが所持することになる永遠神剣。元々は不時着したロティたちを助けにきたツェナが持っていたもので、その際に刀身が折れているが、マナを凝固させることで刀身としている、いわゆるビームサーベルのようなもの。性格は尊大だが前作の『求め』よりは幾分大人しい。刀身は不定形で長さはおろか数すら変える事が出来る。
上位神剣である第二位『紡ぎ』の分身の一本。

ミュラー・セフィス（声：小倉結衣）
ロティの剣の師匠。剣聖と称され、百年以上前から若い姿を保っていると言われている。その戦闘能力は神剣を使わずとも神剣使いに引けを取らない。前大戦ではラオキスのスピリット隊の訓練士を行っていたため、「永遠のアセリア」では訓練士として名前のみ登場している。その正体は完全な真空状態の空間であっても生き残れるように血液中に永遠神剣『完全』を宿し、それによって肉体を強化された『虚空の開拓者』。
永遠神剣・第四位『完全』
ナノマシン型の神剣で血液中に存在している。
ヨーティア・リカリオン（声：本条真琴）
「スピたん」における探検の発端となった「ある発明」を行った科学者。顧問として探検隊に同行する。
ツェナ・クラウスィ（声：榊原ゆい）
探検隊が発見した空飛ぶ島「方舟」で出会ったオッドアイの少女。平和な「方舟」で育っており、かなり平和に感化されている。
永遠神剣・階級不明『紡ぎ』
半月牙の神剣。

#### スピリット
「永遠のアセリア」に登場するサブ・スピリットたちと同一人物であるが、大戦の功績を称えてラスフォルトの姓が与えられている。ここでは大戦後について記載する。
セリア・B・ラスフォルト（声：秋月まい）
大戦後は退役し孤児院「セリアの家」を経営している。性格は幾分か柔らかくなり、「永遠のアセリア」で長かった髪は切っている。
ネリー・B・ラスフォルト（声：本条真琴）
大戦後もスピリット隊に所属。相変わらず「くーるな女」を目指している。「永遠のアセリア」のときより体は成長しているが精神面での成長はあまり見られない。
シアー・B・ラスフォルト（声：文月かな）
大戦後もスピリット隊に所属。ロティを兄さんと呼び慕う。性格は相変わらずだがネリーよりも大人っぽくなることに成功している。
ハリオン・G・ラスフォルト（声：如月葵）
大戦後、退役しヒミカとお菓子屋さんを経営。性格とグラマーは相変わらず。「スピたん」では危ないお姉さんになっている。
ニムントール・G・ラスフォルト（声：茶谷やすら）
スピリット隊最年少。大戦後、退役しファーレーンと静かに暮らしている。相変わらずのツンデレ。
ナナルゥ・R・ラスフォルト（声：如月葵）
大戦後もスピリット隊に所属。感情を取り戻しつつあるようで、楽しい会話のために冗談を趣味として始める。そのため、シュールなキャラになっている。
ヒミカ・R・ラスフォルト（声：鳩野比奈）
大戦後、退役しハリオンのお菓子屋さんを手伝っている。ハリオンのそばにいるせいか、自分は女らしくないと思い気にしている。「スピたん」ではメガネをかけている。
ファーレーン・B・ラスフォルト（声：竜ヶ崎まや）
大戦後、退役しニムントールと静かに暮らしている。ニムへの過保護っぷりは相変わらず。赤面症は克服しているため、「スピたん」では仮面を着けない。
ヘリオン・B・ラスフォルト（声：山本直）
大戦後もスピリット隊に所属。大陸中の剣士に一目置かれる存在。「永遠のアセリア」で悠人に向いていた感情は全てロティに引き継がれている。

#### その他
イオ・W・ラスフォルト（声：文月かな）
ヨーティアの助手にして世話役。ヨーティアが唯一頭の上がらない相手。「スピたん」ではお留守番で声のみの登場。
碧 光陰（みどり こういん）（声：間寺司）
ガロ・リキュアのスピリット隊隊長を務めるエトランジェ。通称「因果のコウイン」。基本的には実力もあり頼りになる隊長なので年長組の信頼は厚いが、性格が軽く、ロリコンであるため、年少組からの評価は今ひとつ。
永遠神剣：第五位『因果』
四神剣の一つで双刀型。

レスティーナ・ダイ・ガロス
ガロ・リキュアの初代女王。スピリット、エトランジェに対する差別をなくし、自立を促す政策を打ち出した。これによりロティはガロ・リキュアへの仕官を決意する。「スピたん」では名前のみの登場。

### スタッフ
- 企画：MS小山
- シナリオ：座敷猫
- 原画：人丸
- SD原画：こもわた遙華
- 音楽：筒井香織

### 主題歌
- 「Step Forward ～君だけの星～」
  - 作詞：みなみ透子
  - 作曲：matur suksema
  - 歌：榊原ゆい

## スピたん SPECIAL BOX
『スピたん SPECIAL BOX』は、2006年12月22日にザウス本醸造から発売された18禁ファンディスク。
年長組補完ディスクAVG『アネたん』と『スピたん オリジナルサウンドトラック』、ミニフィギュア5体のセットとなっている。
セリア、ナナルゥ、ヒミカ、ハリオン、ファーレーンの年長組5人をピックアップした『スピたん』の補完ストーリー。

### ストーリー
冒険も終わりに近づいた探検隊では、スピリットの年少組が探索に出かけた。
年少組がいない中、ロティはのんびりと過ごすつもりだったが…。

### スタッフ
- 原画：人丸
- 音楽：筒井香織

### 主題歌
- 「Step Forward ～君だけの星～」
  - 作詞：みなみ透子
  - 作曲：matur suksema
  - 歌：榊原ゆい

## 小説
- ハーヴェスト出版より2006年8月15日に発売された。
  - 著者：たかなみれい　挿絵：新堂道弘
  - ISBN 4-434-08016-4